# 水源镇 (环江县)
水源镇，是中华人民共和国广西壮族自治区河池市环江毛南族自治县下辖的一个乡镇级行政单位。

## 行政区划
水源镇下辖以下地区：
水源社区、上南社区、中涧村、和平村、里腊村、西里村、三才村、三美村、含香村、温平村、山洞村、民权村和各旦村。